# IC 1101
IC 1101 is een groot lensvormig sterrenstelsel, in het centrum van de cluster Abell 2029. IC 1101 is ongeveer één miljard lichtjaar van ons vandaan in het sterrenbeeld Slang. IC 1101 is een type-cD sterrenstelsel.
IC 1101 werd op 19 juni 1890 ontdekt door Edward D. Swift.

## Grootte
Het sterrenstelsel heeft een diameter van ongeveer 550 duizend lichtjaar. Met een diameter vijftig keer zo groot als de Melkweg en een tweeduizend keer grotere massa is het het grootste sterrenstelsel tot nu ontdekt. Als de Melkweg zo groot zou zijn als IC 1101, zou die de Grote Magelhaense Wolk, de Andromedanevel, de driehoeknevel en de Kleine Magelhaense Wolk opslokken. IC 1101 dankt zijn grootte aan de vele botsingen met andere sterrenstelsels.